# Maximilian Hendler
Maximilian Hendler (* 2. Juni 1939 in Radkersburg) ist ein österreichischer Philologe, der insbesondere als Autor im Bereich der Jazzforschung Bekanntheit erlangte.

## Lebenslauf und Schaffen
Hendler war zunächst in mehreren Berufen tätig, unter anderem als Antiquitätentischler. Ab 1962 besuchte er die Abendmittelschule und studierte ab 1966 am Byzantinistischen Institut der Universität Graz zunächst Byzantinistik und Slawistik, nach Umwandlung der Einrichtung in das Institut für Südosteuropäische Geschichte im Jahr 1971 Slawistik und Indogermanistik. 1977 wurde er mit Auszeichnung (sub auspiciis praesidentis) promoviert.
Er wirkte ab 1976 zunächst als Assistent am Institut für Slawistik in Graz, wo er sich 1987 in älterer slawischer Philologie habilitierte und dann als Dozent und später als Ao. Universitätsprofessor tätig war. Im Jahr 2002 wurde er in den Ruhestand versetzt.
Von 1977 bis 1981 war er Präsident des Künstlerbund Graz. Beeinflusst durch Josef Matthias Hauer betätigte er sich auch als Komponist; u. a. schrieb er neben Klavierstücken und diversen Liedkompositionen eine konzertante Messe zu Texten von Josef Fink, die 2001 zur Uraufführung kam.
Bereits seit den 1950er Jahren interessierte er sich für die Musik des Jazz. Angeregt durch die Forschungsprojekte und Veröffentlichungen des seit 1976 an der Hochschule für Musik und Darstellende Kunst Graz tätigen Musikethnologen Alfons M. Dauer zur Genese des Jazz, beschäftigte er sich seit dem Anfang der 1980er Jahre zunehmend mit musikethnologischen Themen und der Geschichte des Jazz. Sein Buch Vorgeschichte des Jazz (2008) entstand parallel zu der von dem Jazzhistoriker Bernd Hoffmann betreuten WDR-Sendereihe In the Beginning (WDR5: Jazzpoint. 12 Sendungen 2007/08), der seit 1998 bereits mehrere andere Sendereihen vorangegangen waren, die inhaltlich an die Zusammenarbeit Hoffmanns mit Alfred M. Dauer in den Jahren von 1986 bis 1997 anknüpften.

## Schriften (Auswahl)

### Musikinstrumentenkunde
- Banjo: Altweltliche Wurzeln eines neuweltlichen Musikinstruments Göttingen 1990
- Oboe-Metalltuba-Trommel. Organologisch-onomasiologische Untersuchungen zur Geschichte der Paraphernalieninstrumente. Teil 1: Blasinstrumente. Teil 2: Trommeln. Frankfurt/Main: Peter Lang, 2001.
- Artikel Banjo. In: Ludwig Finscher (Hrsg.): Die Musik in Geschichte und Gegenwart. 2., neubearbeitete Ausgabe. Bärenreiter – Metzler, Kassel u. a. 1994–2008, ISBN 3-7618-1100-4 (Bärenreiter) / ISBN 3-476-41022-6 (Metzler), Bd. 1, Sp. 1194–1199.

### Jazzgeschichte
- Cubana Be Cubana Bop. Der Jazz und die lateinamerikanische Musik Graz 2005
- Vorgeschichte des Jazz: Vom Aufbruch der Portugiesen zu Jelly Roll Morton, Graz, Akademische Druck- und Verlagsanstalt, Beiträge zur Jazzforschung, Band 13, 2008 (Vorwort Bernd Hoffmann)
- Syncopated Music: Frühgeschichte des Jazz, Graz, Akademische Druck- und Verlagsanstalt, Beiträge zur Jazzforschung, Band 14, 2010

### Musikalische Rhythmik
- Clave del Son: Die Rhythmusformeln in der Musik der Karibik Münster 2007
- Atlas der additiven Rhythmik. Mit einem Vorwort von Bernd Hoffmann. Allitera, München 2015, ISBN 978-3-86906-770-4.

### Belletristik
- Am Weg. 67 Gedichte Klagenfurt 2006

## Diskografie
- Maximilian Hendler. Die vollständige Ordnung der symmetrischen 12-tönigen Modi (1983).